# Chuyên Mỹ
Chuyên Mỹ là một xã thuộc thành phố Hà Nội, Việt Nam.

## Địa lý
Xã Chuyên Mỹ có diện tích 8,54 km², dân số năm 2020 là 12300 người, mật độ dân số đạt 1447 người/km².

## Hành chính
Xã Chuyên Mỹ được chia thành 7 thôn là: Đồng Vinh (Đồng Bông), Thượng, Trung, Ngọ, Hạ, Bối Khê, Mỹ Văn.